# Nobili (cráter)

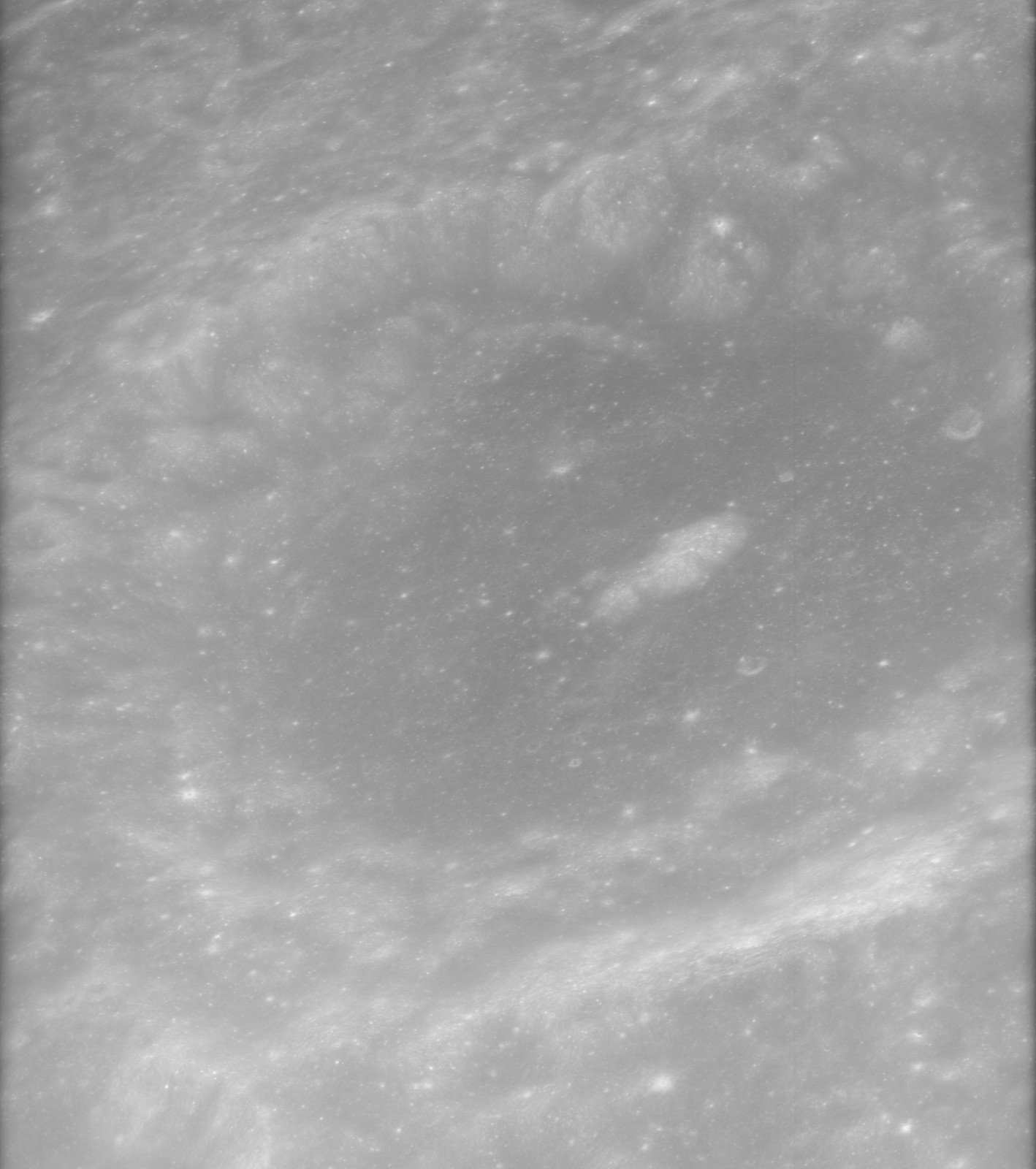
Fotografía de la misión Apolo 16

Nobili es un cráter de impacto que se encuentra cerca del terminador oriental de la Luna, dándole una apariencia reducida cuando se ve desde la Tierra. El cráter se encuentra sobre el borde occidental del cráter ligeramente más grande Schubert X, y el borde oriental de este cráter satélite está superpuesto a su vez por Jenkins, dando como resultado una formación de cráter triple. Al sur se halla Gilbert.
|  |

Nobili es una formación de cráter circular con un borde también circular, bastante desgastado. La pared del borde es más pequeña en el lado oriental, donde se superpone a Schubert X. Un pequeño cráter, Gilbert P, está unido al suroeste, con una pequeña rotura en el borde noreste. El suelo interior carece de rasgos distintivos, con una pequeña formación de doble pico en el centro.
Este cráter fue designado previamente Schubert Y, antes de ser designado con su nombre actual por la UAI.